# Free float
De free float is een term voor het percentage aandelen van een bedrijf dat vrij verhandelbaar is op de beurs. 
Het aantal vrij verhandelbare aandelen kan beperkt zijn om diverse redenen, waarvan de meest voorkomende zijn: de oprichter van het bedrijf heeft nog een groot aandelenbelang, een strategische belegger heeft een groot belang gekocht of een bedrijf wil een beursnotering en verkoopt in twee of meer transacties de aandelen aan een breder publiek. 
Een paar Nederlandse voorbeelden ter verduidelijking. Heineken heeft een free float van 50% vanwege het grote aandelenbelang in handen van de familie via Heineken Holding en bij Randstad heeft de familie van de overleden oprichter, Frits Goldschmeding, nog een belang van meer dan 35%. In Prosus heeft Naspers meer dan 40% van de aandelen in handen. ABN Amro was tijdens de kredietcrisis nagenoeg genationaliseerd en de Nederlandse staat heeft sindsdien wel aandelen verkocht, maar had in januari 2025 nog altijd meer dan 45% van de aandelen in handen. De free float van de ABN Amro is derhalve ongeveer 55%.
In België is Financière de Tubize SA, met de familie Janssen als referentie aandeelhouder, grootaandeelhouder in Union Chimique Belge (UCB) waarmee de free float maximaal 65% is. Scaldis Invest is met een belang van 33% grootaandeelhouder in Ackermans & van Haaren resulterend in een free float van 67%.